# Numero difettivo
Un numero difettivo è un numero naturale maggiore della somma dei suoi divisori propri.
Per esempio, 10 è difettivo poiché la somma dei suoi divisori propri è 8 (=1+2+5).
Tutti i numeri primi e le loro potenze sono numeri difettivi. Tutti i divisori propri dei numeri difettivi e dei numeri perfetti sono a loro volta numeri difettivi.